# Yuki Kobayashi
Yuki Kobayashi (小林 友希, Kobayashi Yūki; Kobe, 18 de julho de 2000) é um futebolista japonês que atua como zagueiro. Atualmente joga pelo Jagiellonia da Polonia.

## Carreira

### Vissel Kobe
Nascido em Kobe, capital da prefeitura de Hyogo, Kobayashi foi formado na base do Vissel Kobe, onde chegou em 2010 com dez anos. Ainda como jogador da base em 2017, foi integrado a dois jogos da Copa do Imperador mas não entrou. Kobayashi fez sua estreia profissional contra o Shonan Bellmare em 4 de abril de 2018 e no dia 15, fez sua estreia como titular na vitória contra o Yokohama F. Marinos por 2–1 na 8ª rodada, ainda estando como jogador de base. Em janeiro de 2019, Kobayashi foi promovido definitivamente ao time principal.

#### Empréstimo ao Machida Zelvia e Yokohama
Em 30 de julho de 2019, foi anunciado seu empréstimo ao Machida Zelvia para a J2, ficando cedido até janeiro de 2020. Disputou pelo Zelvia, disputou 15 partidas pelo clube. Ao fim do empréstimo, foi reemprestado mas para o Yokohama FC em 6 de janeiro de 2020. Disputou 28 partidas e marcou seus dois primeiros gols como profissional pelo clube, antes de retornar em 6 de janeiro de volta ao Kobe.

### Retorno ao Vissel Kobe
Na volta marcou seu primeiro gol pelo Kobe na goleada de 4–0 sobre o Suzuka Point Getters na terceira rodada da Copa do Imperador. Ao fim da temporada, foi um dos 18 nomeados para concorrer ao prêmio de melhor jogador jovem da Liga. No Kobe, atuou em 41 jogos na temporada.

### Celtic
Em 23 de novembro de 2022, foi anunciado como novo reforço do Celtic, assinando contrato por cinco temporadas. No Celtic, atuou em cinco partidas em sua primeira temporada, participando do elenco que venceu a tríplice coroa do futebol escocês.

## Seleção Japonesa
Kobayashi defendeu todas as categorias de base do Japão, desde o Sub-15. Foi um dos convocados para a Copa do Mundo Sub-17 de 2017 e para a Sub-20 em 2019, onde atuou nas quatro partidas do Japão no torneio.

## Estilo de jogo
Canhoto, Yuki Kobayashi tem como características jogar bem com a bola nos pés e a construir ataques desde a defesa. Com 1,85 m (um pouco abaixo da média de jogadores de defesa), destaca-se no bom combate aéreo.

## Títulos

### Vissel Kobe
- Copa do Imperador: 2019

### Celtic
- Campeonato Escocês: 2022–23
- Copa da Escócia: 2022–23
- Copa da Liga Escocesa: 2022–23